# Sainte-Trie
Sainte-Trie är en kommun i departementet Dordogne i regionen Nouvelle-Aquitaine i sydvästra Frankrike. Kommunen ligger i kantonen Excideuil som tillhör arrondissementet Périgueux. År 2022 hade Sainte-Trie 113 invånare.

## Befolkningsutveckling
Antalet invånare i kommunen Sainte-Trie
Referens:INSEE